# Taeniophyllum schlechteri
Taeniophyllum schlechteri är en orkidéart som beskrevs av Rudolf Mansfeld. Taeniophyllum schlechteri ingår i släktet Taeniophyllum och familjen orkidéer. Inga underarter finns listade i Catalogue of Life.